# Oxid stříbrný
Oxid stříbrný je chemická sloučenina s chemickým vzorcem Ag2O. Je to hnědočerný prášek, který bývá často používán pro přípravu ostatních sloučenin stříbra. Připravuje se nejsnadněji srážením roztoku dusičnanu stříbrného hydroxidem, kdy se vznikající hydroxid stříbrný okamžitě rozpadá za vzniku oxidu.

## Příprava
Připravit ho lze jednoduše smísením roztoku dusičnanu stříbrného a libovolného rozpustného hydroxidu. Z roztoku se nevylučuje hydroxid stříbrný, jelikož se jedná o nestabilní látku, která se okamžitě rozpadá za uvolnění vody a vzniku oxidu stříbrného.
2 AgNO3 + 2 NaOH → 2 NaNO3 + Ag2O↓ + H2O

## Vlastnosti
Stejně jako mnoho binárních oxidů je Ag2O třírozměrný polymer s kovovou-oxidovou vazbou. Proto je velmi málo rozpustný. Může se mírně rozpouštět ve vodných roztocích, protože dochází ke vzniku iontu Ag(OH)2− a dalších produktů hydrolýzy. Oxid stříbrný hydrolyzuje ve vodě pouze mírně (1 molekula ze 40 000). Rozpouští se i v hydroxidu amonném, kde poskytuje rozpustné deriváty.
Oxid stříbrný ochotně reaguje s kyselinami,
Ag2O + 2 HX → 2 AgX + H2O
přičemž HX = kyselina fluorovodíková, kyselina chlorovodíková, kyselina bromovodíková nebo kyselina jodovodíková, kyselina trifluoroctová (CF3COOH). Také reaguje se chloridy alkalických kovů za vzniku chloridu stříbrného.
Stejně jako mnoho ostatních stříbrných sloučenin je oxid stříbrný fotosenzitivní. Rozkládá se při teplotách kolem 300 °C.